# ATC-kod C: Hjärta och kretslopp
ATC-kod C: Hjärta och kretslopp är en del av klassificeringssystemet ATC (Anatomical Therapeutic Chemical Classification System) för läkemedel och vissa andra medicinska produkter. ATC utvecklas av WHO och består av alfanumeriska koder indelade i grupper utifrån anatomi, medicinsk funktion och läkemedelstyp på 5 olika kodnivåer. Denna sida listar innehållet i en specifik grupp på den första nivån.

## C Hjärta och kretslopp
C01 Medel vid hjärtsjukdomar
C02 Antihypertensiva medel
C03 Diuretika
C04 Medel vid perifera kärlsjukdomar
C05 Medel vid hemorrojder och varicer
C07 Beta-receptorblockerande medel
C08 Kalciumantagonister
C09 Medel som påverkar renin-angiotensinsystemet
C10 Medel som påverkar serumlipidnivåerna

### Engelska
- WHO Collaborating Centre for Drug Statistics Methodology - ATC Index
- WHO Collaborating Centre for Drug Statistics Methodology - ATCvet Index

### Svenska
- SIL online
- FASS.se - ATC
- FASS.se - Veterinär-ATC
- Sök läkemedelsfakta - Läkemedelsverket
- Socialstyrelsen : Klassifikationer
- Nationellt produktregister för läkemedel - NPL